# 黄金の騎士
『黄金の騎士』（おうごんのきし、ドイツ語: Der Goldene Ritter）または『人生は戦いなり』（じんせいはたたかいなり、ドイツ語: Das Leben ist ein Kampf）は、グスタフ・クリムトによって1903年に描かれた絵画作品。愛知県美術館所蔵。
クリムトの代表作のひとつであり、愛知県美術館のコレクションの中でも重要な作品とされる。コレクション展ではきまって展示作品の目玉となっているほか、愛知県美術館が発行する出版物や印刷物の表紙に用いられることも多い。

## 名称
1903年に本作品が初めて出品された際、『Das Leben ist ein Kampf』（人生は戦いなり）という寓意的な題名が付けられた。1905年にクリムトが所有者のカール・ヴィトゲンシュタインに作品の借用を依頼した際、クリムトは本作品を『Goldene Ritter』（黄金の騎士）という即物的な題名で呼んだ。愛知県美術館では本作品を、『人生は戦いなり（黄金の騎士）』などと表記している。

## 経過

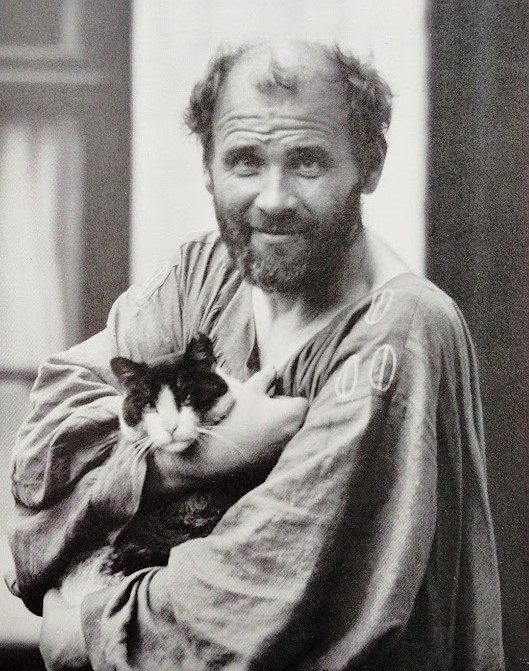
1912年のクリムト

### 製作と公開
『黄金の騎士』はグスタフ・クリムトの成熟期の始まりの時期に描かれた作品である。本作品の制作過程における素描は残っていないため、どのような経過をたどって描かれたのかは定かでない。
1903年11月14日、オーストリア・ウィーンで開催された「第18回分離派展」で本作品が初公開された。9室ある会場の第3室に本作品が展示され、『ベートーヴェン・フリーズ』なども含めて計9点が第3室に展示されていた。クリムトの生前においては最も多くの作品が一堂に展示された展覧会である。
「第18回分離派展」の閉幕後、『黄金の騎士』は実業家のカール・ヴィトゲンシュタインの手に渡った。1905年、クリムトはヴィトゲンシュタインに対して第2回ドイツ芸術家連盟展に展示するための借用を依頼している。クリムトは1918年に55歳で死去した。1928年、『黄金の騎士』はクリムト没後10年記念展に出品された。この際にはカールの娘のヘルミーネ・ヴィトゲンシュタインが作品を相続していたとされる。
1943年、ウィーンで開催されたクリムト没後25年記念展にも『黄金の騎士』が出品された。その後40年間は大衆の目に触れることはなかった。1983年12月6日には本作品がイギリス・ロンドンでサザビーズのオークションにかけられた。その後の足跡は定かではないが、1986年時点ではアメリカ合衆国ニューヨークのサンテティエンヌ画廊が所蔵していた。

### 愛知県美術館による購入後

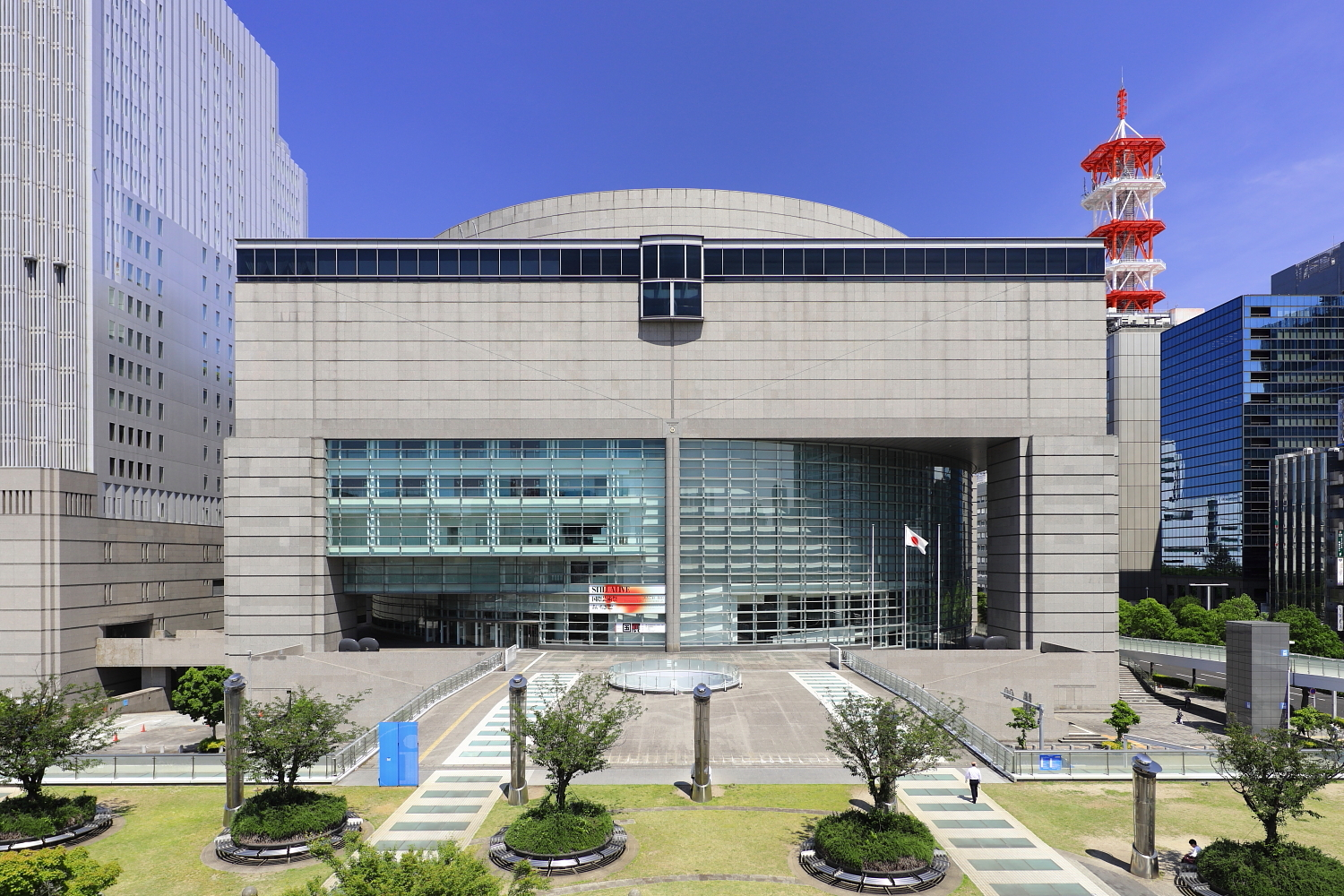
愛知県美術館

愛知県美術館の開館準備中だった愛知県は、1989年に『黄金の騎士』を購入した。本作品は初めて公共機関の所有になった。日本の公立美術館としてクリムトの作品を収蔵したのは愛知県美術館が初めてである。購入額は1140万ドル（約17億7000万円）であり、購入費用にはトヨタ自動車が愛知県に寄付した1300万ドル（約20億円）が当てられている。1991年11月、愛知県文化会館美術館で開催された新収蔵作品展で本作品がお披露目された。1992年10月30日をもって愛知県文化会館美術館が閉館し、同日に愛知県美術館が開館した。以降、この作品は愛知県美術館の最重要作品としての地位を占めている。
『黄金の騎士』は世界中で開催されるクリムトに関する展覧会に出品されている。2001年にカナダ・オタワのカナダ国立美術館で開催された北アメリカにおける初の大規模なクリムト展、2002年から2003年にオーストリア・ウィーンのオーストリア・ギャラリーで開催されたクリムトの風景画展、2006年から2007年にオランダ・ハーグのハーグ市立美術館で開催された展覧会、2008年にイギリス・リヴァプールのテート・リヴァプールで開催されたクリムト展、2010年から2011年にかけてハンガリー・ブダペストで開催された初期分離派の展覧会などである。
2012年（平成24年）はクリムトの生誕150年にあたり、ウィーンのレオポルド美術館で開催された展覧会に出品されて里帰りした。また、同年12月21日から2013年（平成25年）2月11日まで愛知県名古屋市の愛知県美術館で、2013年（平成25年）2月22日から同年4月7日まで長崎県長崎市の長崎県美術館で、同年4月21日から同年6月2日まで栃木県宇都宮市の宇都宮美術館で、展覧会「生誕150年記念 クリムト 黄金の騎士をめぐる物語」が開催された。

## 作品

### 背景

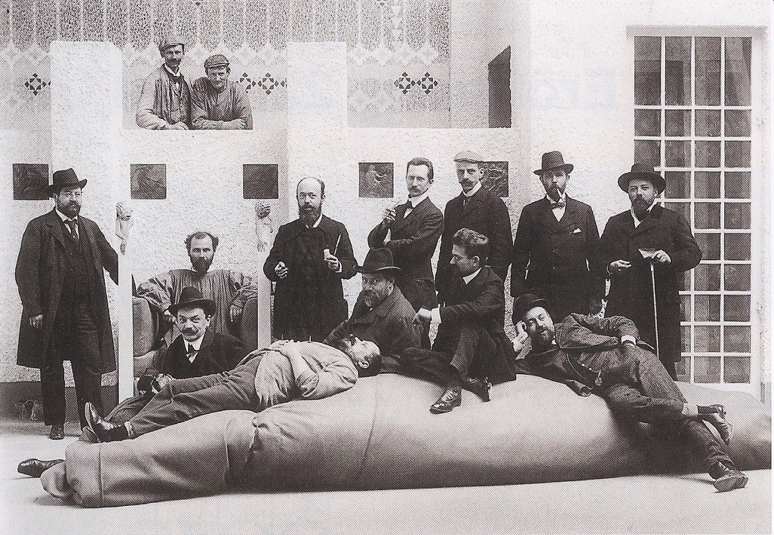
ウィーン分離派の面々（椅子に座るのがクリムト）

この絵画を描いた当時のクリムトは、19世紀末の象徴主義の概念とそれと並行してヨーロッパ各地で流行した、アール・ヌーヴォー（フランス語で新芸術）やユーゲント・シュティール（ドイツ語で青春様式）と呼ばれるスタイルとを吸収しながら、なお独自の芸術を展開させつつあった象徴主義が神秘的なテーマを多く取り上げ、色彩や線の働きに人間の内的な生命感や個人的な観念の表出の場を見いだしたこと、またアール・ヌーヴォーが建築、彫刻、絵画の「純粋美術」と工芸という「応用芸術」との境界を取り払うべく新たな素材と価値観を広めたことは、クリムトの目指す進路と一致していた。

### 画面構成
一辺が100センチメートルの正方形の画布に、油彩、テンペラ、金箔を用いて、1903年に制作された。
金色の葉が茂る森を背景にして、黒い馬に乗った黄金の甲冑を身につけた騎士が前進する。馬の前方に現れた蛇や、樹木の奥に潜んでいる骸骨が描かれており、自身が通った後に様々な花を咲かせている騎士の姿が描かれている。

### 解釈

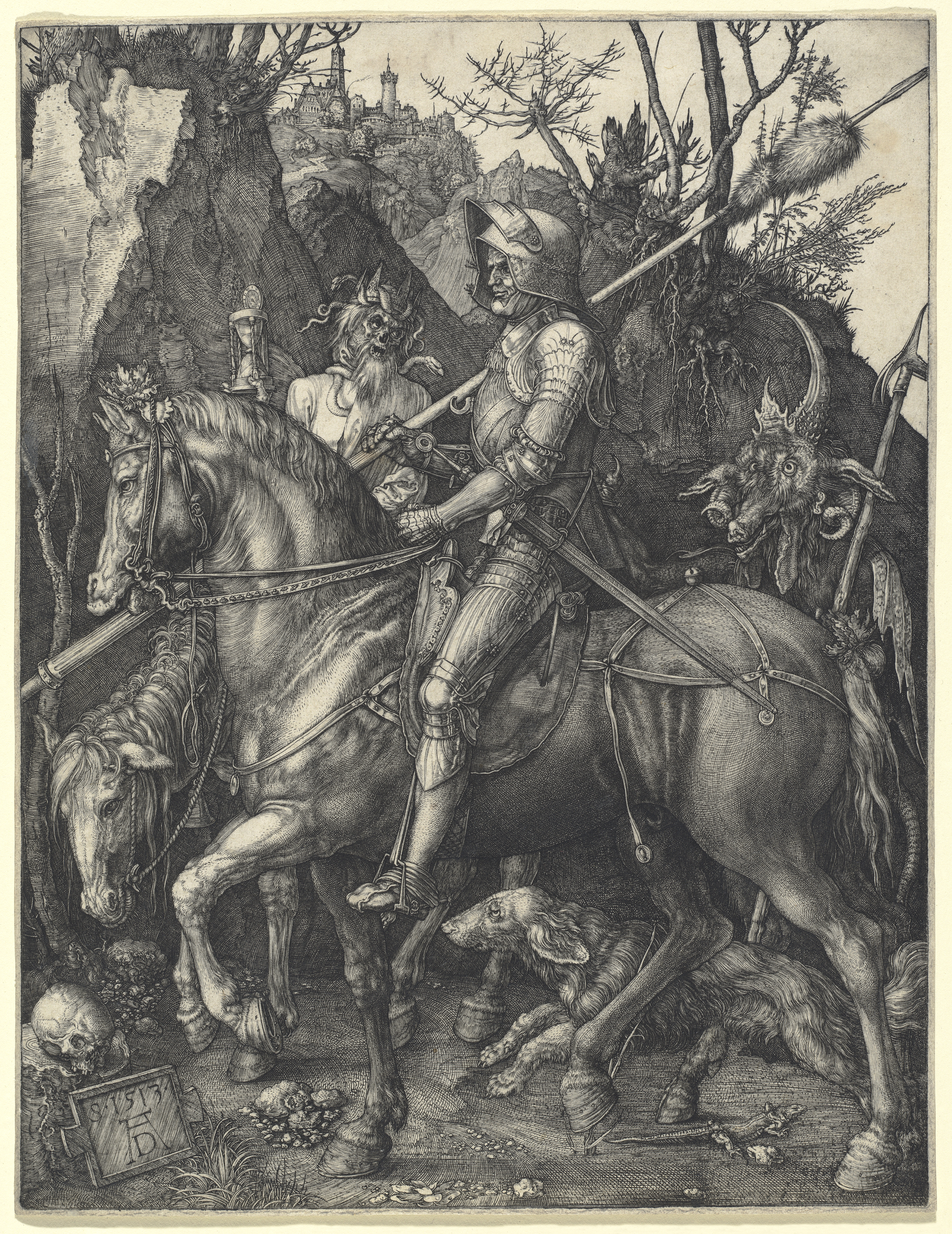
デューラーの『騎士と死と悪魔』

1513年に制作されたアルブレヒト・デューラーの銅版画「騎士と死と悪魔」に着想を得て制作された。中世にデューラーが描いた騎士の姿に、近代の新たな芸術に挑むクリムト自身の姿を投影したと考えられている。
同じくデューラーの影響を受け、人々を幸福に導く騎士の姿を描いた1902年制作の壁画「ベートーヴェン・フリーズ」（cat.no.97）の延長上の作品である。「ベートーヴェン・フリーズ」にも黄金の甲冑をまとった騎士が登場しているが、壁画は立像、右向き、兜を取った姿、剣を持った姿であり、『黄金の騎士』の騎馬像、左向き、兜をかぶった姿、槍を持った姿とは異なっている。
この作品が製作された1903年当時のクリムトは、ウィーン分離派の代表として従来是とされてきた芸術の革新をめざしていた。しかし、クリムトの芸術に対する世論の理解は浅く、ウィーン大学講堂の天井画を巡るスキャンダルにも巻き込まれて批判の矢面に立たされ、1905年に自ら契約を破棄するなど、この作品タイトルの通り芸術家人生を賭す闘いの渦中にあった。このスキャンダルとは、ウィーン大学の3つの学部「哲学」「医学」「法学」を象徴する天井画の依頼を受けて制作したものの、哲学や医学の天井画が伝統的な絵画からかけ離れた手法を用いたことが世論の反発を招いたことに起因し、その後制作された「ベートーヴェン・フリーズ」も同じく否定的な評価を下されていた。
本作においては、闘いの場は現世ではなく楽園に設定されており、やがて隠棲したクリムトが描いた官能美の世界観と通じるところから、この時期のクリムトは大きな心境の変化の途上にあったことを暗示する作品であるとも分析されている。芸術論争のなかで折れかけた自信を奮起するための、クリムト自身の芸術姿勢の「マニフェスト」とも評される。金色を用いた表現にはジャポニスムの影響がみられる。
馬上で直立の姿勢を維持する騎士は、クリムトとその同志である芸術家たちの理念と行動の擬人化であり、騎馬が進む道に多彩な色合いの草花が咲き乱れる様子は彼らが志した新たな芸術が到達する理想郷を描いている。馬の右の前足は高く掲げられて行く手に向かい合う蛇をいまにも踏みつぶそうとする様を示し、この蛇は聖書に描かれるアダムとイヴを楽園追放に誘引した邪悪なるものの比喩である。

### 影響
ナゴヤキャッスルは企画展にあわせてレトルトカレー「黄金の騎士カレー」を愛知県美術館と共同開発し、県美術館が所蔵する「人生は戦いなり（黄金の騎士）」のモチーフがパッケージに採用された商品で、2021年12月21日から期間限定で販売された。